# R̥̂
R̥̂ (minuscule : r̥̂), appelé R accent circonflexe rond souscrit, est une lettre latine utilisée dans la transcription du sanskrit védique.
Il s’agit de la lettre R diacritée d’un accent circonflexe et d’un rond souscrit.

## Utilisation
Dans la romanisation, l’accent circonflexe représente l’accent pracaya.

## Représentations informatiques
Le R accent circonflexe rond souscrit peut être représenté avec les caractères Unicode suivants (latin de base, diacritiques) :
| formes    | représentations | chaînes de caractères | points de code       | descriptions                                                                       |
| --------- | --------------- | --------------------- | -------------------- | ---------------------------------------------------------------------------------- |
| majuscule | R̥̂               | R◌̥◌̂                   | U+0052 U+0325 U+0300 | lettre majuscule latine r diacritique rond souscrit diacritique accent circonflexe |
| minuscule | r̥̂               | r◌̥◌̂                   | U+0072 U+0325 U+0302 | lettre minuscule latine r diacritique rond souscrit diacritique accent circonflexe |